# Andrzej Stanisław Borys
Andrzej Stanisław Borys (ur. 1948, zm. 4 września 2013) – polski inżynier, technolog żywności i żywienia, prof. dr hab., dyrektor Instytutu Biotechnologii Przemysłu Rolno-Spożywczego im. prof. Wacława Dąbrowskiego, wieloletni dyrektor Instytutu Przemysłu Mięsnego i Tłuszczowego oraz prezes i wiceprezes Stowarzyszenia Naukowo-Technicznego Inżynierów i Techników Przemysłu Spożywczego.